# Nagrak (Buahdua)
Nagrak is een bestuurslaag in het regentschap Sumedang van de provincie West-Java, Indonesië. Nagrak telt 2087 inwoners (volkstelling 2010).